# Agrypon exrufum
Agrypon exrufum là một loài tò vò trong họ Ichneumonidae.